# Grenade-sur-l'Adour
Grenade-sur-l'Adour je naselje in občina v jugozahodnem francoskem departmaju Landes regije Nova Akvitanija. Leta 2009 je naselje imelo 2.476 prebivalcev.

## Geografija
Kraj leži v pokrajini Gaskonji ob reki Adour, 15 km jugovzhodno od Mont-de-Marsana, 64 km severno od Pauja in 138 km južno od Bordeauxa.

## Uprava
Grenade-sur-l'Adour je sedež istoimenskega kantona, v katerega so poleg njegove vključene še občine Artassenx, Bascons, Bordères-et-Lamensans, Castandet, Cazères-sur-l'Adour, Larrivière-Saint-Savin, Lussagnet, Maurrin, Saint-Maurice-sur-Adour in Le Vignau s 7.736 prebivalci (v letu 2009).
Kanton Grenade-sur-l'Adour je sestavni del okrožja Mont-de-Marsan.

## Zgodovina
"Terra Granata" (zemlja bogata z zrni) je bila ustanovljena kot srednjeveška bastida pod Plantageneti leta 1322.

## Zanimivosti
- gotska cerkev sv. Petra in Pavla iz 15. stoletja, zvonika sta bila dodana v letu 1833,
- arkade,
- promenada na obrežju reke Adour.

## Promet
Grenade-sur-l'Adour se nahaja ob državni cesti (Route national) RN 124 (Toulouse - Saint-Geours-de-Maremne).

## Pobratena mesta
- Hésingue (Haut-Rhin, Alzacija);

## Vir
1. ↑  »Populations légales 2016«. Nacionalni inštitut za statistične in gospodarske raziskave. Pridobljeno 25. aprila 2019.
2. ↑  Pays Grenadois, knjižica, izdana s strani Urada za turizem Skupnosti občin Pays Grenadois, december 2011